# ピラルビシン
ピラルビシン（Pirarubicin、THP）はアントラサイクリン系の薬剤の一つであり、抗悪性腫瘍性抗生物質であるドキソルビシンのアナログである。ピラルビシンはDNAの隙間にインターカレートしてトポイソメラーゼIIを阻害し、結果としてDNAの複製や修復、RNAやタンパク質の合成を阻害する。ドキソルビシンよりも心毒性が低く、一部のドキソルビシン耐性細胞株に対して活性を示す。静脈内注射、動脈内注射等で用いられる。

## 効能・効果
- 頭頸部癌
- 乳癌
- 胃癌
- 尿路上皮癌（膀胱癌、腎盂・尿管腫瘍）
- 卵巣癌
- 子宮癌
- 急性白血病
- 悪性リンパ腫

## 禁忌
下記の患者には禁忌とされている。
- 心機能異常またはその既往歴のある患者
- 製剤成分に対し重篤な過敏症の既往歴のある患者
- 他のアントラサイクリン系薬剤等心毒性を有する薬剤による前治療が限界量[注 1]に達している患者[注 2]

## 副作用
重大な副作用として、
- 心筋障害（0.1〜５％未満）、心不全（0.1％未満）等
- 骨髄抑制
  - 汎血球減少 (0.3％) 、貧血、白血球減少、好中球減少、血小板減少（５％以上）、出血傾向（0.1〜５％未満）等
- ショック（0.1％未満）
- 間質性肺炎（0.1%未満）

発熱、咳嗽、呼吸困難、胸部X線像異常等
- 萎縮膀胱（0.4%、膀胱内注入療法の場合）

が記載されている。